# ۱۷ شلیاق
۱۷ شلیاق یک ستاره است که در صورت فلکی شلیاق قرار دارد.